# Хаддикс, Харви
Харви Хаддикс-младший (англ. Harvey Haddix Jr., 18 сентября 1925, Медуэй, Огайо — 8 января 1994, Спрингфилд, там же) — американский бейсболист, питчер. Выступал в Главной лиге бейсбола с 1952 по 1965 год. Трижды принимал участие в Матче всех звёзд лиги. Трёхкратный обладатель награды Золотая перчатка. В составе «Питтсбург Пайрэтс» два раза выигрывал Мировую серию: в 1960 году как игрок, в 1979 году как тренер.

## Биография

### Ранние годы
Харви Хаддикс родился 18 сентября 1925 года в Медуэе в штате Огайо. Он был третьим из четырёх сыновей в семье фермера Харви Хаддикса-старшего и его супруги Нелли Мэй. Его детство прошло на ферме близ Вествилла, в 1940 году семья купила новую ферму возле деревни Саут-Виенна. Перейдя в старшую школу, Харви начал играть в бейсбольной команде на месте шортстопа. В последний год обучения он стал питчером школьной команды и выиграл с ней чемпионат округа. 
В 1943 году Хаддикс окончил школу. К тому моменту он уже играл за полупрофессиональную команду, его выступления заинтересовали одного из скаутов клуба «Филадельфия Атлетикс». Спустя две недели Харви узнал о просмотре для молодых игроков, который проводился в Колумбусе, и поехал туда. Он сумел пробиться в состав «Ред Бердс» и отправился с командой в двухнедельное турне. Однако, начало профессиональной карьеры пришлось отложить из-за войны. Хаддикс получил трёхлетнюю отсрочку как фермер, но в течение этого срока он не имел права заниматься другой деятельностью.

### Начало карьеры
К бейсболу Хаддикс вернулся в 1947 году. Он провёл весенние сборы вместе с «Ред Бердс», а затем был отправлен в фарм-клуб «Уинстон-Сейлем Кардиналс» уровня C-лиги. Первые две игры Харви сыграл в роли реливера, после чего был переведён в стартовую ротацию. До конца сезона он одержал девятнадцать побед при пяти поражениях с пропускаемостью 1,90, вошёл в число участников Матча всех звёзд лиги и был признан новичком года, самым ценным игроком лиги и лучшим питчером-левшой. Следующие три сезона, с 1948 по 1950 год, Хаддикс провёл в «Ред Бердс» на уровне AAA-лиги. Все три года его включали в число участников Матча всех звёзд. Он рассчитывал на приглашение в основной состав «Сент-Луис Кардиналс», но команда на тот момент располагала пятью леворукими питчерами высокого уровня.
В сентябре 1950 года его контракт всё же был выкуплен «Кардиналс», но Хаддикс был призван в армию. Следующие два года он провёл на военной базе Форт-Дикс в Нью-Джерси, где продолжал играть и тренировать её бейсбольную команду. В 1952 году Харви привёл её к победе в полупрофессиональном чемпионате штата. В августе 1952 года он был демобилизован и успел присоединиться к «Сент-Луису» на заключительную часть сезона. В августе Хаддикс дебютировал в Главной лиге бейсбола. До завершения чемпионата он успел сыграть три полных игры и одержать две победы при двух поражениях.

### Сент-Луис Кардиналс
Весной 1953 года он считался лучшим проспектом в системе «Кардиналс». Регулярный чемпионат Харви начал в стартовой ротации команды, в первой домашней игре одержав «сухую» победу над «Чикаго Кабс». К концу июня в его активе было уже десять побед, он лидировал среди питчеров команды с 79 сделанными страйкаутами. Впервые в карьере Хаддикс был включён в число участников Матча всех звёзд, хотя на поле в нём так и не вышел. Столь же удачно он выступал и во второй половине чемпионата, в июле и августе проведя ещё пять полных игр подряд. Всего в 1953 году Харви одержал двадцать побед с пропускаемостью 3,06. Он претендовал на награду Новичку года, но по итогам голосования занял второе место, уступив Джиму Гиллиаму из «Бруклин Доджерс».
Свой статус элитного питчера Хаддикс подтвердил в 1954 году. Он второй раз подряд вошёл в число участников Матча всех звёзд, но сыграть в нём не смог из-за травмы колена, в которое попал отбитый мяч. Сам Харви позднее говорил, что её последствия в дальнейшем беспокоили его на протяжении всей карьеры и заметно повлияли на его подачу. Начало сезона 1955 года сложилось для «Кардиналс» не лучшим образом, что привело к смене главного тренера. Хаддикс в первой части чемпионата одержал всего две победы при восьми поражениях, его показатель пропускаемости вырос до 5,91. К середине сезона его результаты улучшились, он в третий раз подряд был выбран для участия в Матче всех звёзд и впервые смог сыграть в нём. Регулярный чемпионат Харви закончил с двенадцатью победами при шестнадцати поражениях и ERA 4,46. В межсезонье он женился на Марше Уильямсон. Новый генеральный менеджер клуба Фрэнк Лейн в конца 1955 года назвал Хаддикса «неприкасаемым». Тем более неожиданным стал его обмен вскоре после начала следующего сезона. В мае 1956 года «Кардиналс» отправили Харви в «Филадельфию».

#### Филлис и Редлегс
Хаддикс был недоволен своим обменом, но небольшой период карьеры в «Филадельфии» принёс ему пользу. Тренер питчеров команды Уит Уайатт помог исправить ему недостатки в технике броска. Кроме того, клуб предоставил Харви жильё и на сэкономленные деньги он позднее смог купить ферму. Сезон 1956 года он завершил с двенадцать победами при восьми поражениях. Четырёх побед Хаддикс лишился из-за неудачных действий реливеров «Филлис». В следующем году он играл нестабильно, начав чемпионат в статусе ведущего питчера команды, а закончив его в буллпене. В сезоне 1957 года на его счету было десять побед при тринадцати поражениях с пропускаемостью 4,06. Команде требовались хорошие отбивающие и в межсезонье Харви обменяли в «Цинциннати Редлегс» на аутфилдера Уолли Поста. 
Столь же неоднозначным для него стал и сезон 1958 года. Хаддикс изменил технику своей подачи, стараясь как можно дольше прятать мяч, не позволяя сопернику разгадать его намерения. Его пропускаемость снизилась до 3,52, он выиграл восемь матчей и проиграл семь. При этом в 184 сыгранных иннингах он пропустил 191 хит, в том числе 28 оум-ранов. В то же время Харви впервые стал обладателем награды Золотая перчатка, вручаемой лучшим по игре в защите на каждой позиции. В январе 1959 года он покинул «Цинциннати», в ходе крупного обмена перейдя в «Питтсбург Пайрэтс».

#### Питтсбург Пайрэтс
На старте сезона 1959 года Хаддикс одержал четыре победы при двух поражениях, но ему сильно не доставало поддержки со стороны отбивающих. Двадцать шестого мая он провёл самую известную игру в своей карьере, выйдя на поле против «Милуоки Брэйвз», несмотря на то, что был болен гриппом. Харви отыграл двенадцать иннингов, не пропустив на базу ни одного соперника, но счёт так и не был открыт из-за неудачной игры бьющих. В тринадцатом иннинге ошибка игрока третьей базы Дона Хоака позволила Феликсу Мантилье попасть на базу, а позже удар Джо Адкока принёс «Брэйвз» победу со счётом 1:0. В этом матче Хаддикс побил рекорд лиги по количеству совершенных иннингов подряд. После этого события он получил приглашения на несколько телевизионных шоу, от которых отказался, решив, что важнее быть вместе с партнёрами. Президент Национальной лиги Уоррен Джайлс подарил ему серебряный сервиз с памятной гравировкой. Год Харви завершил с двенадцатью победами и двенадцатью поражениями. Главный тренер «Питтсбурга» Дэнни Мерто, отметил, что команда не поддержала своего питчера большим числом набранных очков.
Чемпионат 1960 года «Пайрэтс» начинали одними из претендентов на победу. Команда отличалась сплочённостью, её лидером был звёздный аутфилдер Роберто Клементе. Для Харви главной проблемой по ходу сезона стал недостаток выносливости. Он выходил стартовым питчером в 28 матчах, но провёл лишь четыре полных игры. Хаддикс выиграл одиннадцать матчей при десяти поражениях с пропускаемостью 3,97. В конце сентября, за несколько дней до конца регулярного чемпионата, «Питтсбург» досрочно стал победителем Национальной лиги и вышел в Мировую серию. Соперниками по финалу стали «Нью-Йорк Янкис». Харви вышел стартовым питчером на пятую игру серии, провёл на поле семь иннингов и одержал победу, после которой «Пайрэтс» вышли вперёд 3:2. В следующей игре «Янкис» сравняли счёт и исход финала решался в седьмом матче. Хаддикс начал его в запасе, заменив Боба Френда в верхней части девятого иннинга при счёте 9:7 в пользу «Питтсбурга» с двумя игроками соперника на базах. Он вывел из игры Роджера Мэриса, а затем пропустил два очка. В нижней части девятого иннинга Билл Мазероски выбил хоум-ран, принеся Харви победу в матче, а вместе с ней и чемпионский титул.
После этого триумфа карьера 34-летнего Хаддикса постепенно пошла на спад. Если в 1960 году он провёл в регулярном чемпионате 172 иннинга, то в 1961 году это количество сократилось до 156. «Пайрэтс» провели сезон неудачно, опустившись на шестое место в таблице, а Харви ближе к его завершению был переведён в буллпен. В 1962 году его снова вернули в стартовую ротацию, для замены травмированного Верна Лоу. Хаддикс отыграл 141 иннинг, одержал девять побед и потерпел шесть поражений. Летом умерла его мать, посл чего у Харви начались проблемы с контролем мяча. К 1963 году он был самым возрастным игроком команды, которая постепенно начинала обновлять свой состав. Он провёл на поле 70 иннингов, а в декабре был обменян в «Балтимор Ориолс».

#### Завершение карьеры
Неожиданно для многих, весной 1964 года Хаддикс снова начал уверенно бросать фастбол. В регулярном чемпионате он отыграл 89 иннингов, став основным леворуким реливером команды. Харви одержал пять побед и сделал десять сейвов, его пропускаемость по итогам сезона составила 2,31. Но, несмотря на столь яркий сезон, следующий год стал для него последним в карьере. Весной Хаддикс получил травму руки. Он испытывал боли в локте и плече, надеялся что игровая практика поможет справиться с этими проблемами, но этого не произошло. В августе «Ориолс» хотели обменять Харви в «Милуоки Брэйвз», но он предпочёл завершить карьеру.

#### Тренерская карьера
В ноябре 1965 года Хаддикс был нанят тренером питчеров в «Ванкувер Маунтис», фарм-клуб «Окленда» уровня AAA-лиги. Там он провёл менее месяца, получив приглашение на аналогичную должность в «Нью-Йорк Метс». Харви стал одним из первых тренеров таких звёзд лиги как Таг Макгро, Нолан Райан, Том Сивер и Джерри Кусман. В конце 1967 года в «Метс» был уволен главный тренер, а затем и остальной персонал.
В 1968 году Хаддикс был главным тренером фарм-команд «Галф-Кост Пайрэтс» и «Коламбус Джетс». Затем он работал тренером питчеров в «Цинциннати Редс» и «Бостон Ред Сокс». В конце 1971 года жена уговорила Харви завершить тренерскую карьеру, но спустя несколько лет он снова вернулся к ней. С 1975 по 1978 год он был тренером питчеров в «Кливленде». В 1979 году главный тренер «Пайрэтс» Чак Таннер пригласил его к себе. В «Питтсбурге» Хаддикс провёл следующие шесть лет, выиграв с командой Мировую серию.
«Пайрэтс» он покинул в 1984 году, когда состояние здоровья уже не позволяло Харви полноценно принимать участие в тренировках. Он был заядлым курильщиком и не отказался от своей привычки даже после того, как ему диагностировали эмфизему. Хаддикс умер 8 января 1994 года в Спрингфилде. Через пять лет по итогам голосования болельщиков он был включён в символическую команду звёзд «Питтсбург Пайрэтс» XX века.